# Feriha Tevfik
Feriha Tevfik, née en 1910 et morte le 22 avril 1991 à Istanbul, est un mannequin et actrice turque. Elle a été, en 1929, la première Miss Turquie.

## Biographie
Après avoir sélectionné les différents films, pièces de théâtre de la Reine Feriha Tevfik, et plus tard ont pris part au théâtre, mais les scènes sont complètement séparés, et ne revient jamais après 1939. Elle s'est mariée trois fois. 

## Décès
En 1991, elle meurt à la suite d'une hémorragie cérébrale.

## Filmographie
| Années | Film                     |
| ------ | ------------------------ |
| 1933   | Kaçakçılar               |
| 1933   | Karım beni aldatırsa     |
| 1934   | Milyon avcıları          |
| 1934   | Leblebici Horhor Ağa     |
| 1934   | Aysel Bataklı Damın Kızı |
| 1939   | Bir kavuk devrildi       |
| 1939   | Allah'ın cenneti         |
| 1939   | Tosun Paşa               |